# Château des Célestins (Limay)
Le château des Célestins est un château de style néo-classique situé à Limay dans le département des Yvelines en région Ile de France.
Construit entre la fin du XVIIIe siècle et le début du XIXe siècle sur la base de l'ancien monastère de la Sainte Trinité, l'édifice â été classé comme Monument historique par le ministère des Affaires culturelles en 1970.